# 公開哺乳

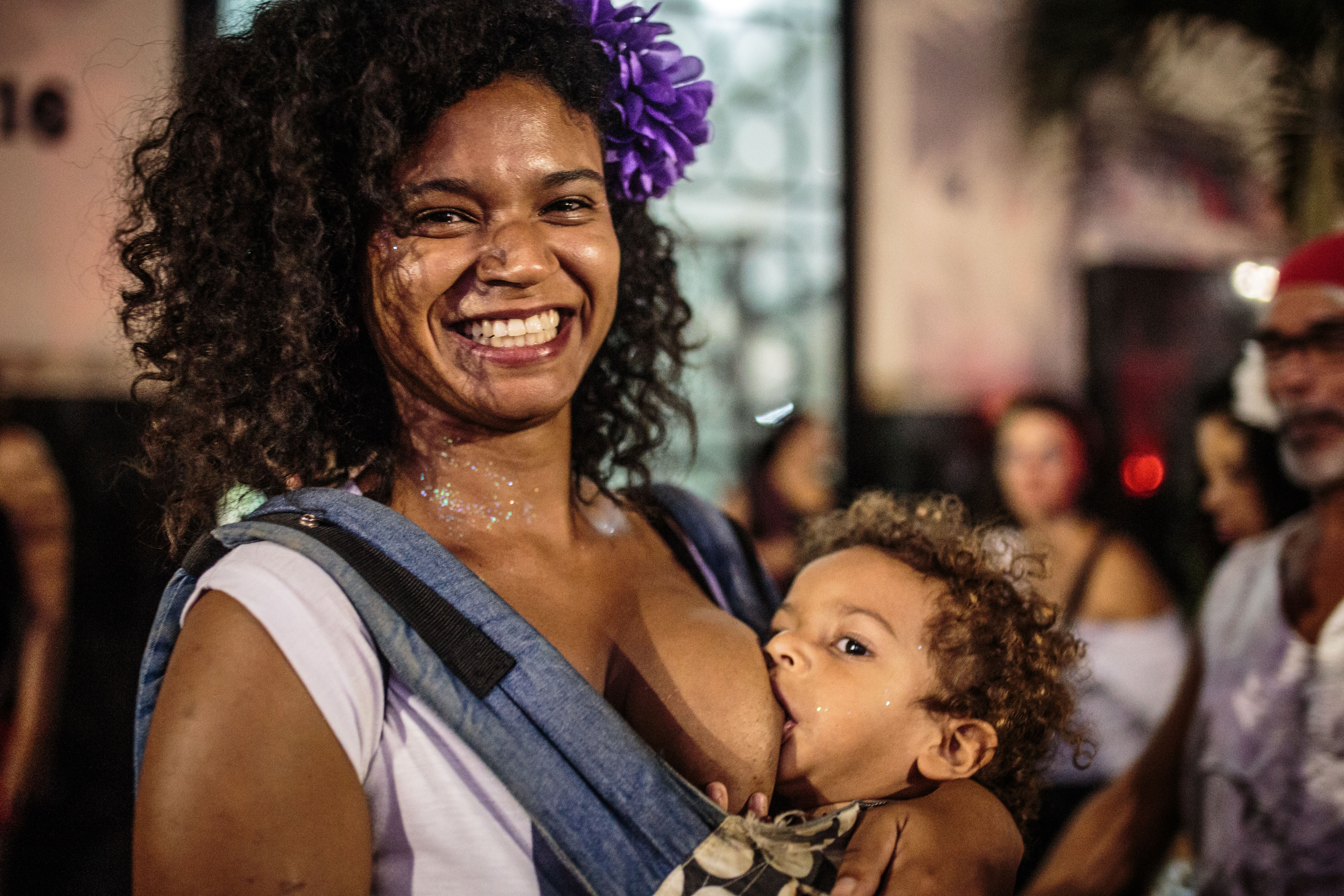
里约热内卢狂歡節期間在一衆政府抗議者之中哺乳

公開哺乳是在公共空間或場合以母乳哺育嬰兒，不同的社會文化和法律對此一行為的看法差異甚大。在第三世界、許多西方國家、及一些亞洲國家中，公開哺乳不是爭議之舉，國家法律對此有所保障；而在少數國家、如沙烏地阿拉伯，明令禁止女性在公共空間暴露乳房，即使是為了哺乳也不在允許範圍內。
不過、即使是在公開哺乳合法或可被社會接受的地區，也有一些母親出於顧及觀感、避免受到騷擾或負面評論，而不願意公然暴露乳房哺育嬰兒。據估算，全世界有約 63%的母親曾有在公共場所哺乳的經驗。也有媒體報導，有婦女在公眾場合哺乳，卻受到其他人的負面評論，或是工作人員制止，此時有些母親會選擇移動到其它地方，而有些母親會譴責那些批評者，並表示如果阻止她這項合法的行為、她將會採取法律行動或發起抗議，抗議包括公開杯葛該企業、組織哺乳快閃族等等。而某些企業也對此道歉並承諾會重新訓練旗下員工。

## 各地的法律及態度

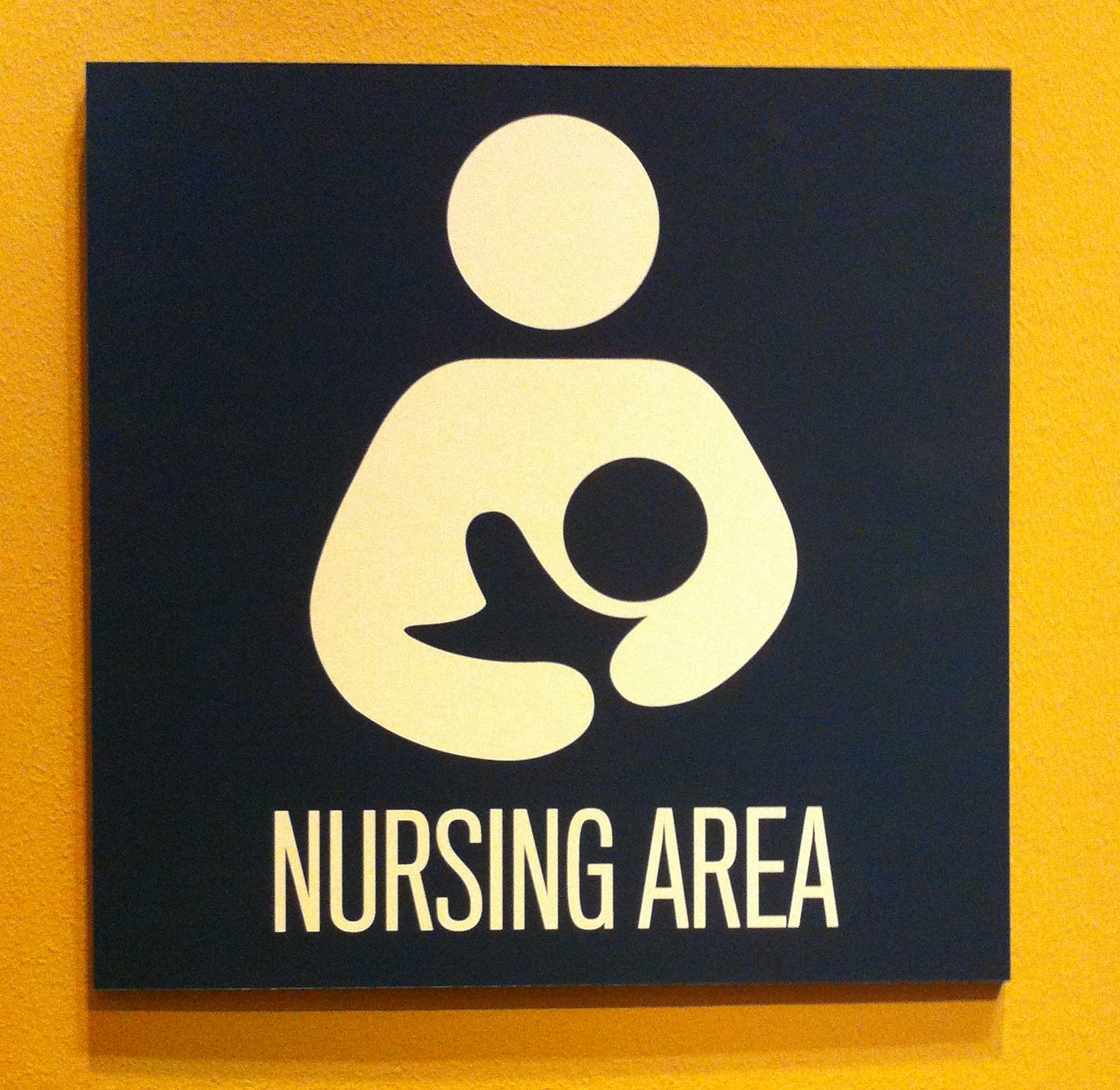
國際母乳餵養標誌標示可哺乳場域

### 非洲
母親通常會用一塊長長的布把嬰兒揹在後面，只要轉到前面就能進行哺乳。母親在哺乳時不會特地遮掩。

### 亞洲

#### 中國大陸
在上海，公開哺乳被一些人認為尷尬，但也被許多人接受，且已經有在公眾場所設置哺乳室的呼籲。

#### 馬來西亞
公開哺乳在馬來西亞是可被接受的。

#### 菲律賓
在菲律賓，有許多關於哺乳的法律。如2009年的《擴大母乳餵養促進法》和行政命令第51號《菲律賓哺乳法》 都保障女性在公眾場所哺乳的權利。雇主必須允許處於哺乳期的母親哺乳或是將母乳擠出儲存。 在辦公室、商場、政府機關和學校一類的公眾場合，需要設置哺乳室，母親可以在裡面哺乳。此外、奶製品法禁止對適用於兩歲以下嬰兒的嬰兒食品或奶瓶進行廣告。

#### 沙烏地阿拉伯
沙烏地阿拉伯禁止婦女當眾裸露臉與手以外的身體部位，因此婦女們在哺乳時必須謹慎小心。

#### 台灣
《性別平等工作法》第18條保障了受雇婦女在非休息時間的哺乳或集乳權利，而第23條則規定了受雇者滿一百人以上的雇主必須提供哺集乳室，且需提供托兒設施或措施。2010年通過的《公共場所母乳哺育條例》則更明確地保障了女性公開哺乳的權利，當中提到公眾設施對哺集乳室的規定，也提到政府機關必須倡導母乳哺育，而阻止或禁止女性公開哺乳者則可處新臺幣六千元以上三萬元以下罰鍰。
2012年7月18日，一位母親在國立故宮博物院哺乳遭工作人員勸離，引發大量台灣網友不滿，故宮也被開罰新台幣六千元。

### 歐洲

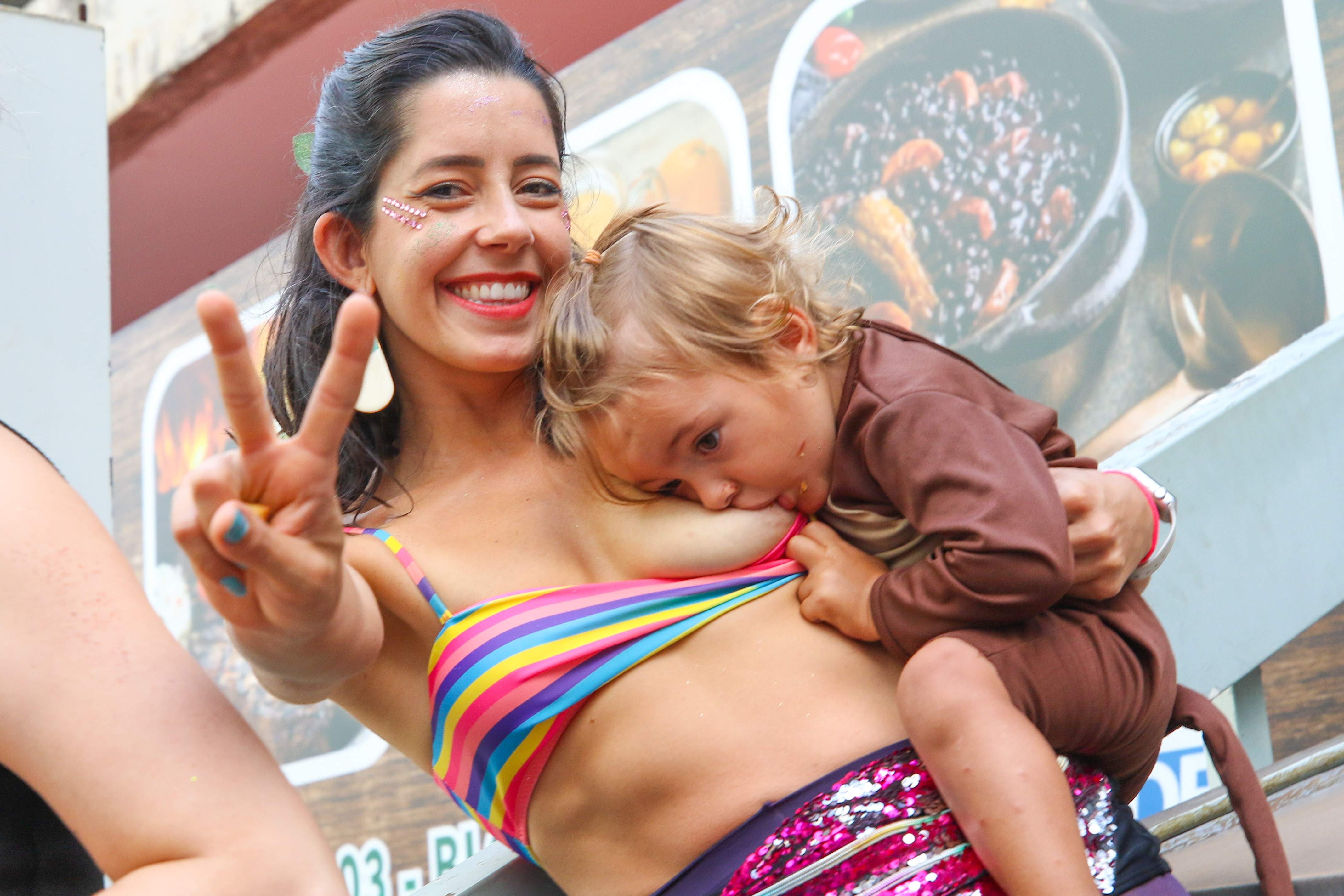
狂歡節參與者大方當衆哺乳

#### 德國
雖然公開哺乳廣泛地被接受，但德國並沒有關於哺乳的專法。德國基本法第6條第2款規定「撫養與教育子女是父母的自然權利」，第4款規定「每一母親均有享受社會保護和照顧的權利。」。

#### 冰島
公開哺乳是普遍且沒有爭議的行為。

#### 荷蘭
在荷蘭，沒有關於公開哺乳的專法，公開哺乳是廣泛被社會接受的。荷蘭法律規定，雇主有義務提供嬰兒出生未滿九個月的女性員工合適的哺乳室，且哺育或使用擠乳器的時間可達工時的四分之一，在嬰兒出生滿九個月後，雇主也必須要提供適合哺乳的環境和時間。

#### 挪威
公開哺乳在挪威是非常普遍的行為，以母乳哺嬰育兒的觀念也如同常識。

#### 英國
根據英國國會在1975年通過的性別歧視法案，公開哺乳是受到保障的，如果嬰兒未滿六個月，在2008年通過的修正案對其母親有額外的保障。這項保障被2010年通過的平等法案所取代。
2004年英國衛生部調查發現：84%的人可以接受公開哺乳，但有67%的母親擔心社會觀感而反對公開哺乳。 為了消除這項疑慮，蘇格蘭議會在2005年通過了保障女性在公眾場合哺乳的法律， 該法對在公眾場所阻止女性哺乳者會處以高達2500英鎊的罰款。

### 北美洲

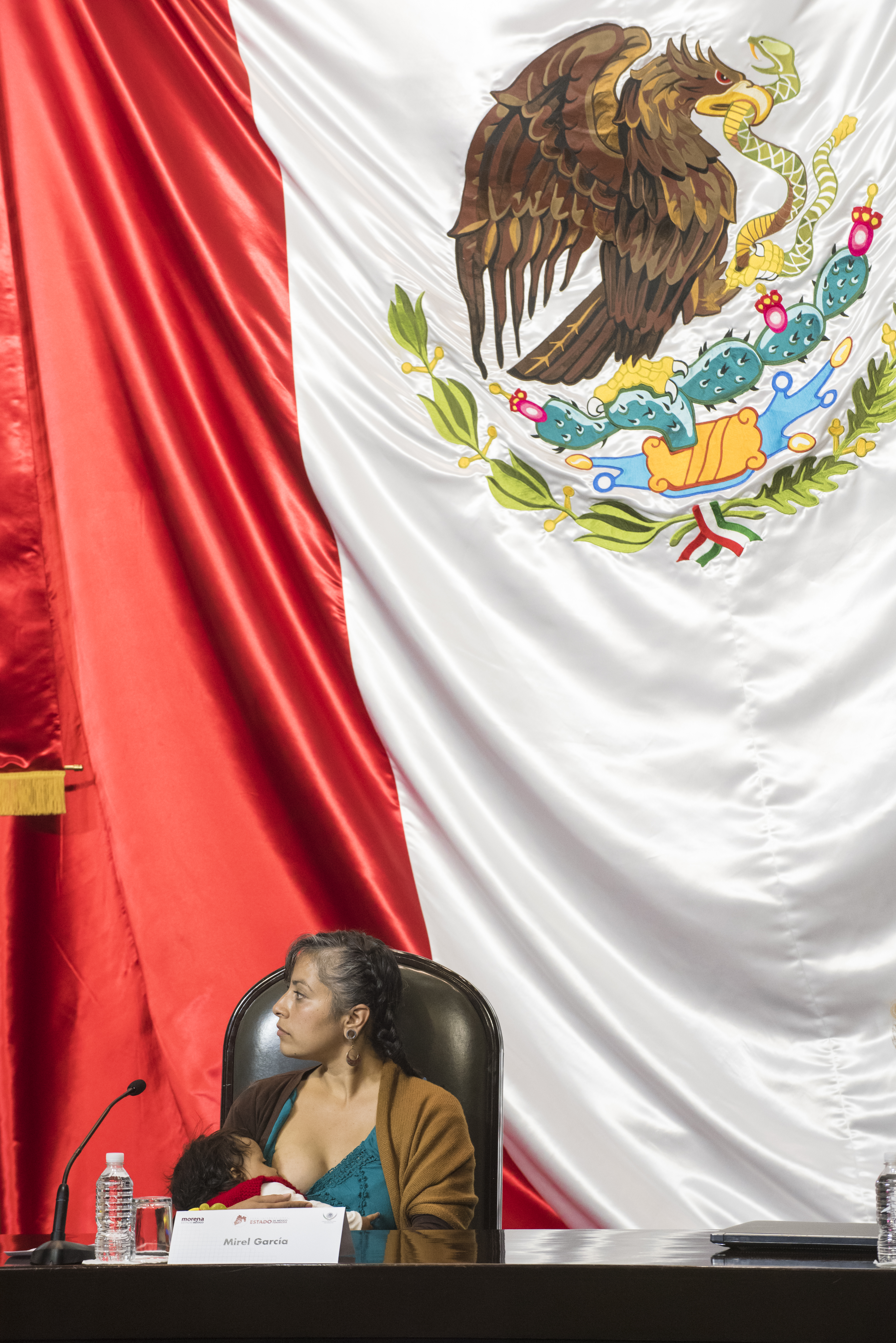
在墨西哥國會議場哺乳

#### 加拿大
加拿大權利與自由憲章第28條明定在法律上兩性平等，沒有明確提到哺乳。加拿大哺育嬰兒行動聯盟是一個非政府組織，旨在促進母乳餵養、嬰兒保健及孕產婦福利。

##### 因紐特人
因紐特人的母乳哺育率極低，遠低於加拿大人的平均數值。根據2006年的統計報告，24%的因紐特兒童從未被母乳餵養過。當地為了增加因紐特人了解以母乳哺育的益處，特地制定了計劃。

#### 美國
2006年，育兒雜誌《Babytalk》8月號的封面是一幅哺乳照片，即使沒有露出乳頭，依然遭到大量讀者投訴，許多投訴的內容——當中有許多是為人母親——認為該封面「粗鄙噁心」，在後續的調查中顯示，四千名讀者中有四分之一的人認為封面是負面的。《Babytalk》的編輯Susan Kane對此評論：「有個巨大的禁慾傾向籠罩著美國」。在2004年的一項調查中，3719名受訪者中有43%的人認為女性有公開哺乳的權利。
美國關於哺乳的法律因州而異，聯邦政府有一個效力有限的允許母乳餵養的修正案，該修正案在1999年9月29日成為法律。它規定，州政府不得禁止婦女在屬於聯邦政府的建物內哺乳，同時規定婦女可以在屬於聯邦政府的建築物內的任何地點哺乳。

患者保護與平價醫療法案第4207條修正了公平勞動基準法，如果員工的孩子年齡小於一歲，雇主必須提供合理的休息時間和廁所以外的私人空間，以便母親哺育孩子，該時段不予支薪。不過若員工少於五十人，雇主可以不必遵守以免造成財務和空間資源不足的困擾。
截至2015年9月，49個州、哥倫比亞特區和維京群島已經通過立法，明令保障公開哺乳的權利，愛達荷州和波多黎各則是例外。此外，29個州、哥倫比亞特區和維京群島也賦予公開哺乳的婦女對公然猥褻和不雅暴露起訴的豁免權。

### 大洋洲

#### 澳大利亞
澳大利亞國會在1984年通過了相關法案，明令禁止對婦女的哺乳行為有所歧視。 此法案適用於公眾場所與半公眾場所。

#### 紐西蘭
公開哺乳非常普遍，其普遍的程度甚至會讓公開以奶瓶餵養嬰兒的婦女感到不舒服。此外、許多購物中心內都提供了「親子房」以讓母親可以更舒適地哺育孩子。

### 南美洲
在南美洲的大部分地區，公開哺乳是很正常的，用奶瓶哺育嬰兒反而較不普遍。

## 註腳
1. ↑  Wolf, J.H. . International breastfeeding journal. 2008, 3 (1): 11  [2016-12-08]. PMC 2518137 . PMID 18680578. doi:10.1186/1746-4358-3-11. （原始内容存档于2015-11-06）.
2. ↑  . LEAVEN. 2005, 41 (3): 51–4  [2016-12-08]. （原始内容存档于2007-03-31）.
3. ↑  Jordan, Tim; Pile editor-first2=Steve (编). . Blackwell. 2002: 233. ISBN 9780631233114.
4. ↑  Cox, Sue. . United States: Meadowbrook Press. 2002. ISBN 0684040050.
5. ↑  . Huffington Post. September 18, 2012  [28 September 2015]. （原始内容存档于2015-09-29）.
6. ↑  . Huffington Post. September 18, 2012  [28 September 2015]. （原始内容存档于2015-09-29）.
7. 1 2 3  . 007 Breasts.   [15 October 2014]. （原始内容存档于2014-10-08）.
8. ↑  . chinadaily.com.cn.   [2016-12-08]. （原始内容存档于2009-03-07）.
9. ↑  . chinadaily.com.cn.   [2016-12-08]. （原始内容存档于2009-06-20）.
10. ↑  . BabyCenter. Malaysia.   [2016-12-08]. （原始内容存档于2012-05-27）.
11. ↑  . lawphil.net.   [2016-12-08]. （原始内容存档于2016-03-05）.
12. ↑  . lawphil.net.   [2016-12-08]. （原始内容存档于2011-10-28）.
13. ↑  . chroniclesofanursingmom.com.   [2016-12-08]. （原始内容存档于2015-04-02）.
14. ↑  .   [2016-12-08]. （原始内容存档于2016-12-13）.
15. ↑  Riordan, Jan. . . Sudbury, Mass.: Jones and Bartlett. 2005: 718–719  [2016-12-08]. ISBN 0-7637-4585-5. （原始内容存档于2020-11-04）.
16. ↑  . google.com.
17. ↑  性別平等工作法 （页面存档备份，存于），全國法規資料庫。
18. ↑  公共場所母乳哺育條例 （页面存档备份，存于），全國法規資料庫。
19. ↑  Liu Yunting. . Translated from Shenzhen Evening News. All-China Women's Federation. July 23, 2012  [August 14, 2012]. （原始内容存档于2018-01-26）.
20. ↑  .   [2016-12-08]. （原始内容存档于2011-10-10）.
21. ↑  .   [2016-12-08]. （原始内容存档于2017-03-23）.
22. ↑  . www.nordicmum.com.   [20 November 2016]. （原始内容存档于2016-10-10）.
23. ↑  . borstvoeding.com.   [2016-12-08]. （原始内容存档于2013-08-09）.
24. ↑  挪威女性哺乳率 領先全球 （页面存档备份，存于）自由時報。
25. ↑   (PDF).   [2016-12-08]. （原始内容存档 (PDF)于2013-12-31）.
26. ↑  . Office of Public Sector Information. 2010-04-08  [2010-08-27]. （原始内容存档于2012-12-24）.
27. ↑   (新闻稿). UK Department of Health. 2004-05-10  [2007-02-16]. （原始内容存档于2004-05-19）.
28. ↑  . Queen's Printer for Scotland. 2005-02-10  [2007-01-24]. （原始内容存档于2012-05-08）.
29. ↑  . BBC News. 2004-09-23  [2007-01-24]. （原始内容存档于2006-06-13）.
30. ↑  . scotland.gov.uk.   [2016-12-08]. （原始内容存档于2013-12-31）.
31. ↑  Sterken, Elisabeth. .   [12 March 2014]. （原始内容存档于2014-01-04）.
32. ↑  Asuri, Sirisha. . Ottawa: Inuit Tapiriit Kanatami. 2011: 5–8.
33. ↑  . Associated Press. 2006-07-27  [25 November 2011]. （原始内容存档于2011-12-16）.
34. ↑  .   [2016-12-08]. （原始内容存档于2015-05-04）.
35. ↑  .   [13 July 2012].[永久] section 647.
36. 1 2  Patient Protection and Affordable Care Act （页面存档备份，存于）. Government Printing Office. Page 459.
37. ↑  Landau, Elizabeth. . CNN. April 9, 2010  [2016-12-08]. （原始内容存档于2015-09-24）.
38. ↑  . National Conference of State Legislatures. National Conference of State Legislatures. 2 September 2015  [3 December 2015]. （原始内容存档于2015-11-30）.
39. ↑  Sex Discrimination Act 1984, s.7AA （页面存档备份，存于）.
40. ↑  . Australian Breastfeeding Association.   [2016-12-08]. （原始内容存档于2018-11-12）.

## 外部連結
- NCSL: Listing of state laws regarding public breastfeeding
- Comments about breastfeeding in public from around the world（页面存档备份，存于）
- Wolf, Jacqueline H. . International Breastfeeding Journal. 2008, 3 (1): 11  [2016-12-08]. PMC 2518137 . PMID 18680578. doi:10.1186/1746-4358-3-11. （原始内容存档于2015-11-06）.
- Johnston-Robledo, Ingrid; Wares, Stephanie; Fricker, Jessica; Pasek, Leigh. . Sex Roles (Springer). April 2007, 56 (7–8): 429–437. doi:10.1007/s11199-007-9194-4.
- Johnston-Robledo, Ingrid; Fred, Victoria. . Journal of Applied Social Psychology (Wiley-Blackwell). January 2008, 38 (1): 1–21. doi:10.1111/j.1559-1816.2008.00293.x.
- Hannan, A.; Li, R; Benton-Davis, S; Grummer-Strawn, L. . Journal of Human Lactation. 2005, 21 (3): 284–288. PMID 16113017. doi:10.1177/0890334405278490.